# كلير غروف
كلير غروف (بالإنجليزية: Clare Grove)‏ هي مجدفة بريطانية، ولدت في 24 نوفمبر 1953.

## وصلات خارجية
- كلير غروف على موقع الاتحاد الدولي للتجديف (الإنجليزية)
- كلير غروف على موقع اللجنة الأولمبية الدولية (الإنجليزية)
- كلير غروف على موقع أوليمبيديا (الإنجليزية)